# Менискотерии
Менискотерии (лат. Meniscotherium) — род вымерших копытных из семейства фенакодонтид (Phenacodontidae). Жили во времена эоцена (55,8—48,6 млн лет назад). Были размером с собаку, по образу жизни были растительноядными, имели копыта.
Ископаемые остатки обнаружены в США, в штатах Юта, Нью-Мексико и Колорадо. Нередко в одном месте палеонтологи обнаруживали остатки сразу по несколько особей, что свидетельствует о групповом образе жизни этих животных.

## Систематика
До конца XX века род включали в отряд кондиляртр (Condylarthra). В XXI веке положение семейства фенакодонтид, к которому относится Meniscotherium, установлено в пределах грандотряда копытных (Euungulata), но неясно, к какой из её ветвей оно относится: различные анализы восстанавливают его как представителя стволовой группы либо непарнокопытных (тотальная группа Panperissodactyla), либо китопарнокопытных (тотальная группа Artiodactylamorpha).

### Классификация
По данным сайта Paleobiology Database, на ноябрь 2020 года в род включают 3 вымерших вида:
- Meniscotherium chamense Cope, 1874typus [syn. Hyracops socialis Marsh, 1892, Meniscotherium robustum Thorpe, 1934, Meniscotherium terraerubrae Cope, 1881]
- Meniscotherium priscum Granger, 1915
- Meniscotherium tapiacitum Cope, 1882